# Lawrence Alma-Tadema
Lawrence Alma-Tadema, nascido Lourens Alma Tadema (Dronrijp, 6 de abril de 1836 -Niederwald Wiesbaden, 25 de junho de 1912) foi um dos mais proeminentes pintores e desenhistas do neoclassicismo europeu. Ao longo de sua vida, Alma-Tadema também adquiriu cidadania na Bélgica, bem como no Reino Unido. Cursou a Real Academia de Belas Artes de Antuérpia, na Bélgica, tendo-se estabelecido em Inglaterra por boa parte da vida. Tornou-se famoso pelos seus trabalhos retratando o luxo e a decadência do Império Romano e Grécia Antiga, com retratos vívidos das construções em mármore, contrastando com o azul do mar Mediterrâneo e o céu. Muito admirado e apreciado em vida pelos seus retratos da Antiguidade clássica, seu trabalho caiu no ostracismo após a morte, tendo sido redescoberto na década de 1960 e reavaliado como um dos maiores expoentes da pintura inglesa do século XIX.

## Biografia

### Vida pessoal

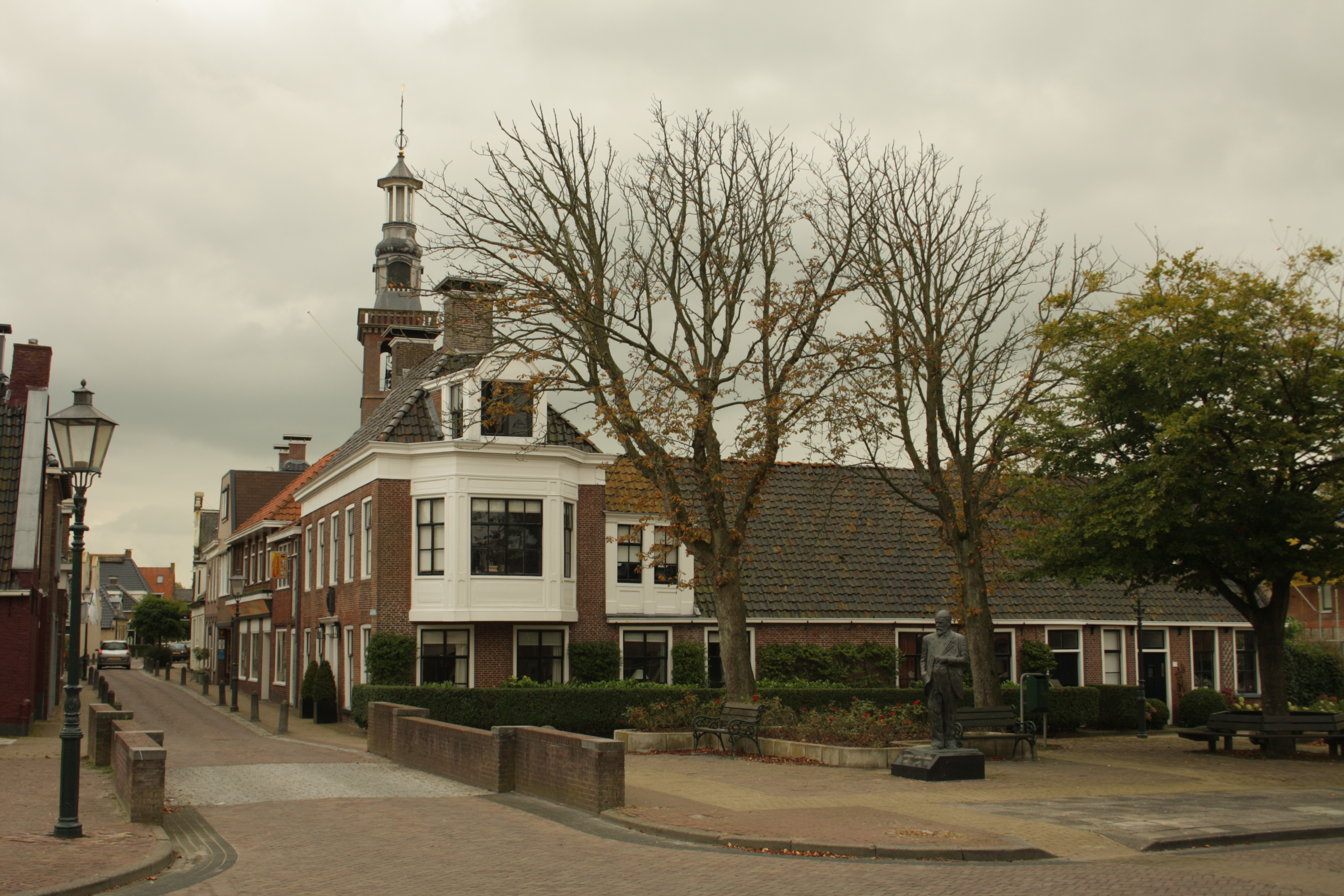
Casa onde Alma Tadema nasceu e sua estátua em Dronrijp, nos Países Baixos

Lourens Alma Tadema nasceu em 8 de janeiro de 1836, na vila de Dronrijp, província de Frísia, no norte dos Países Baixos. O sobrenome Tadema é um antigo patronímico frísio, que quer dizer 'filho de Tade', enquanto Lourens e Alma vieram de seu avô. Era o sexto filho de Pieter Jiltes Tadema (1797–1840), o tabelião da vila e Hinke Dirks Brouwer (c. 1800–1863). Seu pai teve três outros filhos de um primeiro casamento. O primogênito do casal morreu ainda na infância e a segunda filha, Atje (c. 1834–1876) era adorada pelo irmão Lawrence.
A família Tadema mudou-se para Leeuwarden, em 1838, onde ser tabelião era mais lucrativo. Seu pai faleceu quando Lawrence tinha quatro anos, deixando sua mãe com cinco crianças: Lawrence, sua irmã e os três filhos do primeiro casamento do marido. Sua mãe tinha algum conhecimento de arte e decidiu incorporar aulas de desenho na educação das crianças. Lawrence começou a ter aulas de artes com o professor contratado para educar seus meio-irmãos.
A família desejava que ele se tornasse advogado. Mas em 1851, aos 15 anos, ele sofreu um colapso físico e mental. Diagnosticado com tuberculose e avisado de que teria pouco tempo de vida, foi-lhe permitido passar seus últimos dias de repouso, desenhando e pintando. Porém, contrariando os médicos, Lawrence recuperou e decidiu seguir a carreira artística.

### Mudança para a Bélgica
Em 1852, entrou para a Real Academia de Belas Artes de Antuérpia, onde estudou arte flamenga e alemã com Gustaf Wappers. Já como estudante, Lawrence ganhou vários prêmios pelos seus trabalhos. Antes de sair da escola, no final de 1855, tornou-se assistente do pintor e professor Louis Jean de Taeye, tendo participado em inúmeros dos seus cursos na academia. Mesmo que de Taeye não fosse um pintor de excepcional talento, Lawrence admirava-o e respeitava-o tornando-se seu assistente no seu estúdio, trabalhando com ele durante três anos. De Taeye deu-lhe a conhecer livros que o influenciaram é que descreviam a dinastia merovíngia, um assunto recorrente na sua carreira.

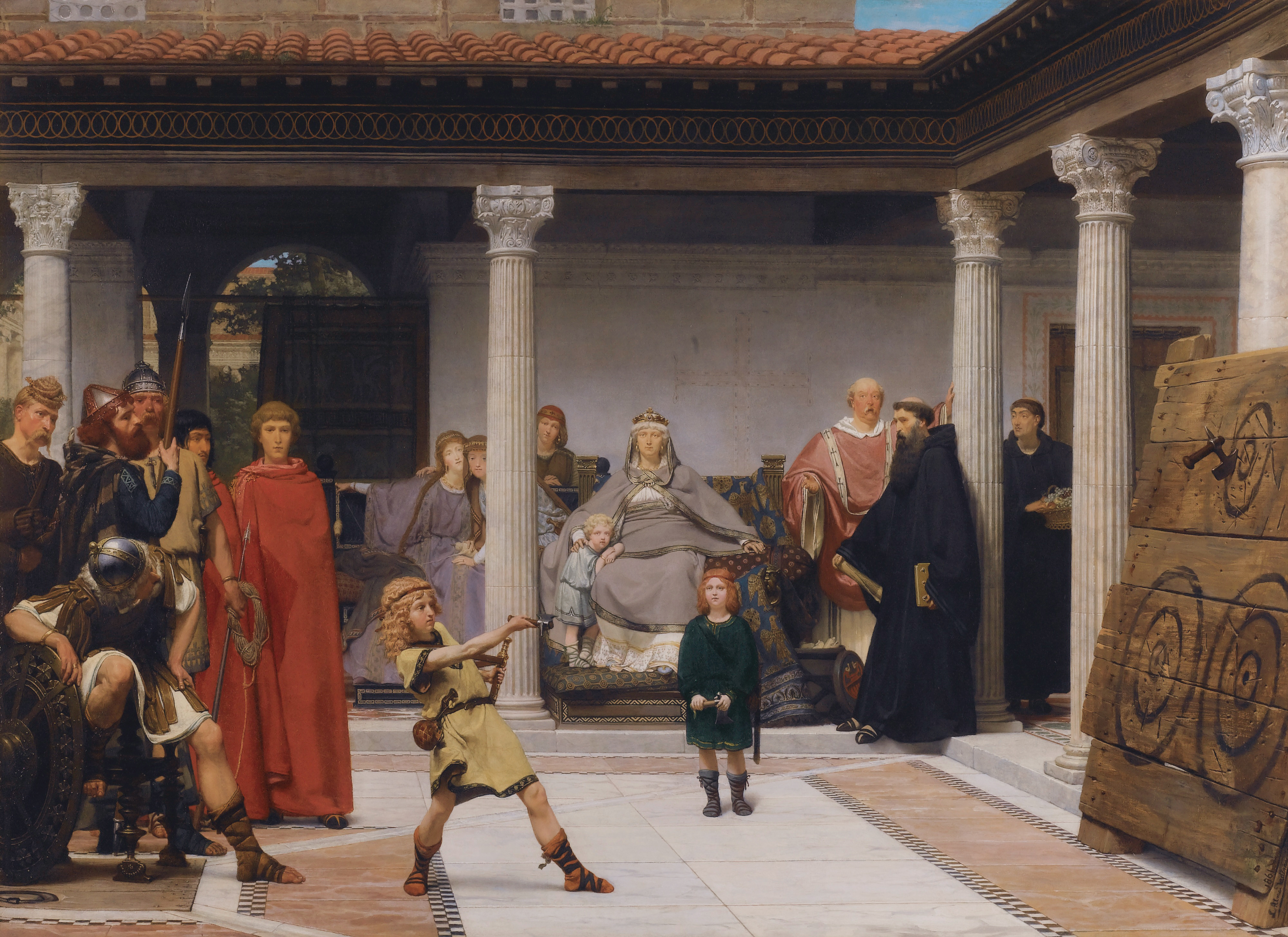
A educação dos filhos de Clovis (1861), óleo sobre tela, 127 x 176.8 cm, coleção particular

Lawrence deixou o estúdio em novembro de 1858, retornando a Leeuwarden antes de se estabelecer na Antuérpia, onde começou a trabalhar com o pintor Jan August Hendrik Leys, Barão de Leys, cujo estúdio era um dos mais respeitados da Bélgica. Sob sua orientação, Lawrence pintou sua primeira grande obra, A educação dos filhos de Clovis (1861). Este quadro causou sensação entre os críticos de arte e artistas em geral quando foi exibido no congresso de arte naquele mesmo ano. Diz-se que foi ele quem estabeleceu sua fama.
Leys, porém, criticou a obra, tendo dito que "o mármore parece-se com queijo", o que Lawrence levou muito a sério, fazendo-o melhorar a técnica e tornar-se um dos mais renomados pintores de mármore e de uma grande variedade de granitos. O quadro A educação dos filhos de Clovis foi posteriormente comprado pelo Rei Leopoldo II da Bélgica.

### Mudança para a Inglaterra
Com a eclosão da Guerra Franco-Prussiana, em julho de 1870, Lawrence foi obrigado a se mudar para Londres. Seu relacionamento com Laura Epps foi essencial nessa decisão, que acabaria sendo vantajosa para o artista. Ele tinha perdido a primeira esposa e diz-se que foi em Londres que ele finalmente encontrou um lar.

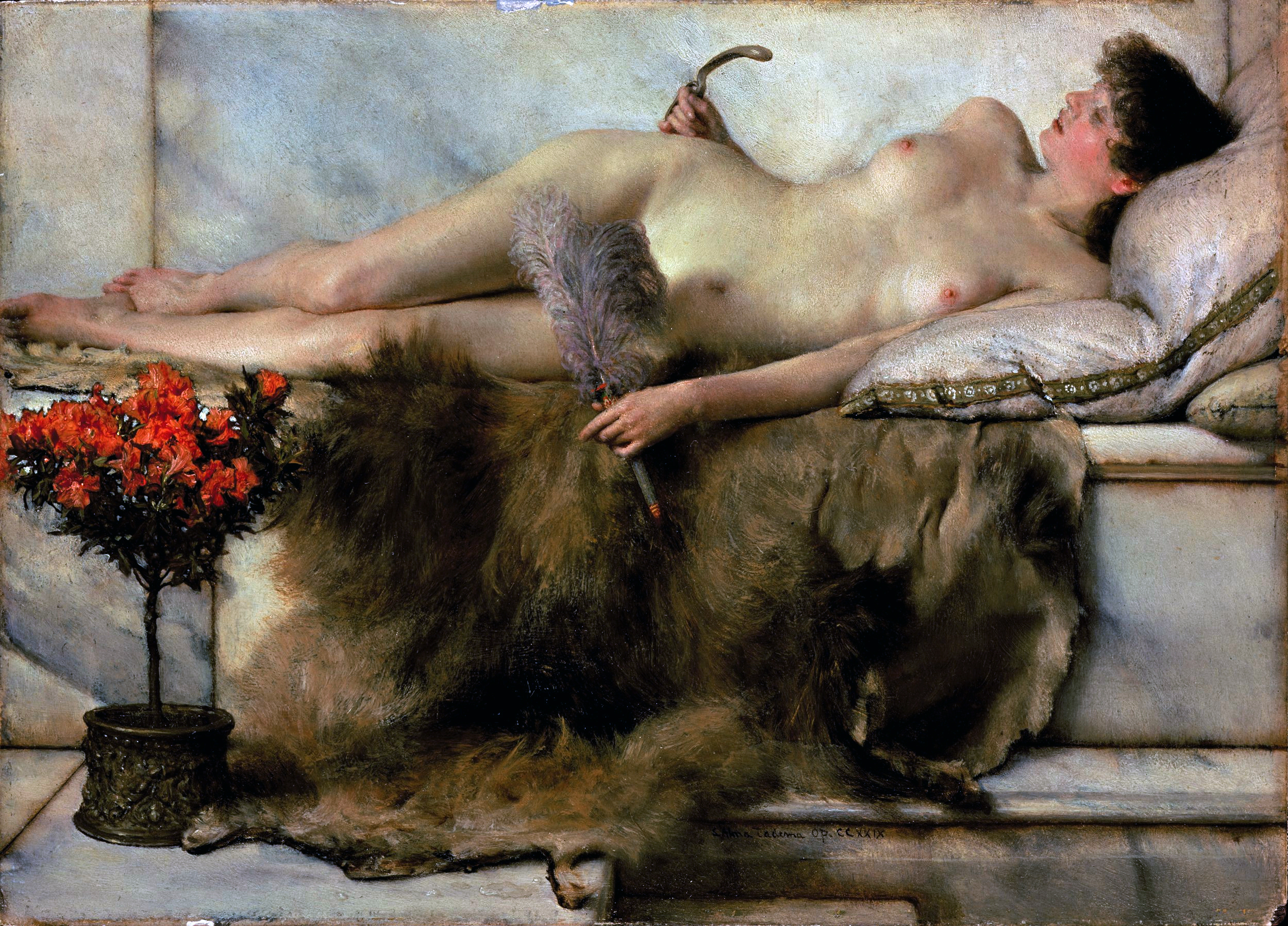
The Tepidarium (1881), óleo em painel, 24 x 33cm.

Com seus filhos pequenos e a irmã Atje, Lawrence desembarcou em Londres no começo de setembro de 1870. O pintor logo entrou em contato com Laura Epps, tornando-se seu professor em seguida. Em algum momento destas lições, ele a pediu em casamento. Ele tinha 34 e ela apenas 18 anos, então seu pai inicialmente se opôs à ideia. Dr. Epps finalmente concordou sob a condição de casarem-se apenas depois que se conhecessem melhor. Os dois casaram-se em julho de 1871. Laura se tornaria uma grande artista, com o sobrenome de casada, e apareceu em diversos quadros do marido, como em The Women of Amphissa (1887). O segundo casamento de Lawrence era feliz, apesar de não ter produzido filhos, portanto Laura se tornou a madrasta de Anna e Lawrence Jr.. Anna se tornaria também pintora e Lawrence Jr. seria escritor.
Inicialmente, ele adotara o nome de Laurence Alma Tadema, em vez de Lourens Alma Tadema, posteriormente adotando a forma inglesa Lawrence, incorporando Alma ao sobrenome para poder aparecer primeiro nos catálogos de exposições de arte sob "A" em vez de "T".

## Últimos anos

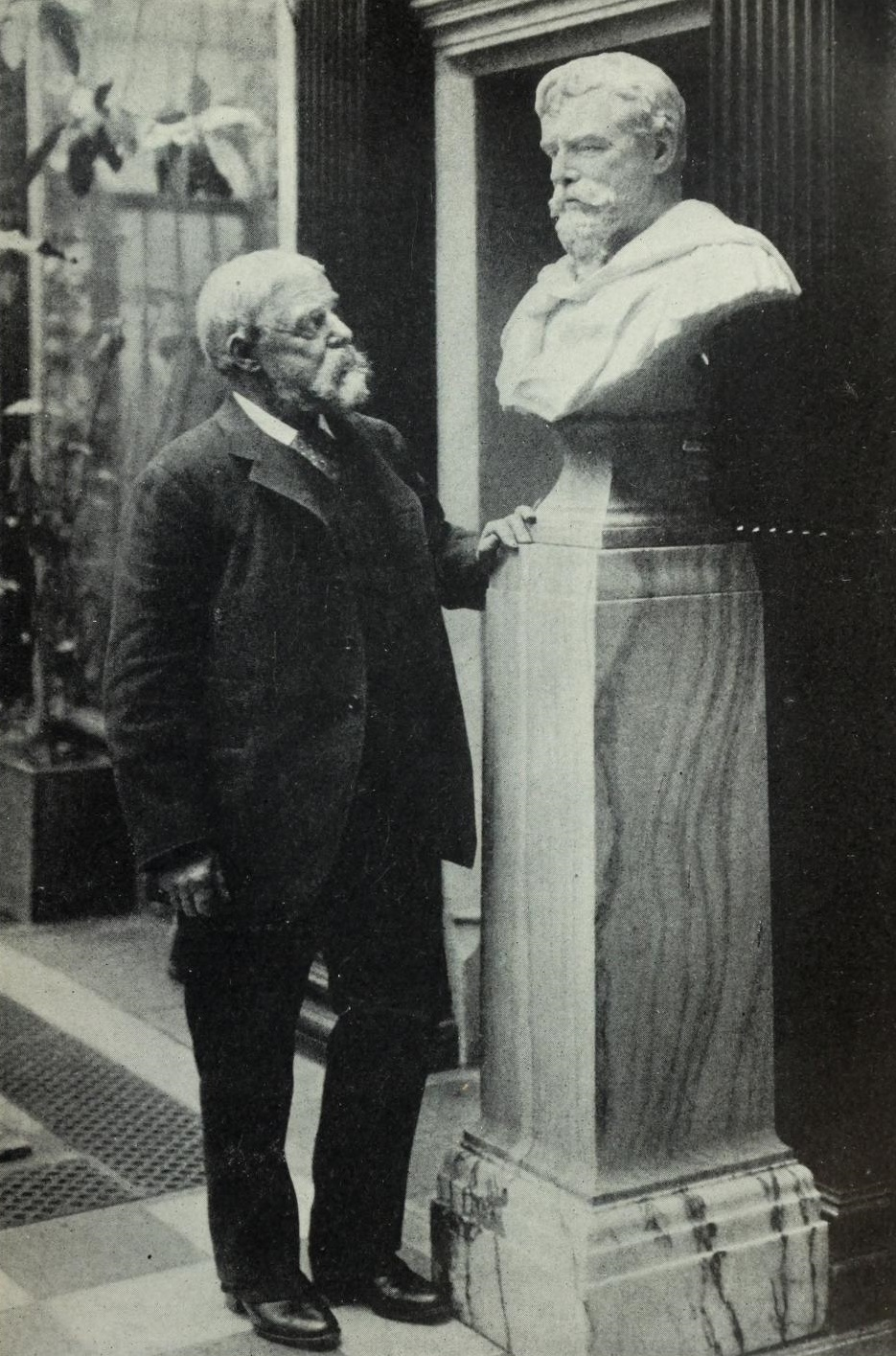
Retrato de Alma-Tadema

Na ocasião de seu aniversário, em 1873, quando completou seus quarenta anos de idade, lhe foi concedida, e ele recebeu, formalmente, a cidadania britânica. Lawrence diminuiu o ritmo com o tempo, em parte pela saúde, mas também por sua obsessão em decorar sua casa nova, para onde se mudou em 1883.
Ganhou também a Medalha de Honra na Exposition Universelle, de Paris, em 1889 e eleito membro honorário da Sociedade Dramática, da Universidade de Oxford, em 1890. Em 1897, ganharia a Medalha de Ouro na Exposição Internacional de Bruxelas. Em 1899, foi nomeado cavaleiro da ordem britânica, pela rainha Vitória, um dos oito artistas não-britânicos a receber a honraria.
Foi bastante ativo no teatro, produzindo e desenhando fantasias e figurinos. Expandiu as aptidões artísticas ao desenhar móveis, muitos com motivos egípcios e romanos, estampas e ilustrações. Suas aventuras em outros ramos da arte o ajudaram a refinar técnica e assuntos em seus quadros seguintes.
Em 15 de agosto de 1909, Laura morreu aos 57 anos. Lawrence, arrasado, foi para um spa em Wiesbaden, com sua filha Ana, para tratar de uma úlcera, onde morreu em 28 de junho de 1912, aos 76 anos. Foi enterrado em uma cripta na Catedral de São Paulo, em Londres.

## Honrarias
- Orden Pour le Mérite, Berlim, Alemanha
- Leopolds-Orden, Bruxelas, Bélgica
- Ritter von St. Michael, Munique, Alemanha
- Ordem Nacional da Legião de Honra, França

## Obras
- Egípcios 3000 anos atrás (Egyptians 3000 years ago, 1863) - Harris Museum and Art Gallery, Preston, Reino Unido
- Um egípcio em sua porta de entrada (An Egyptian at his doorway, 1865)
- A múmia (The mummy, 1867)
- O camarista de Sesostris (The chamberlain of Sesostris 1869)
- Uma viúva egípcia (An Egyptian Widow, 1872) - Rijksmuseum, Amsterdã, Países Baixos
- A morte do primogênito (The Death of the First Born 1873) - Rijksmuseum, Amsterdã, Países Baixos
- Uma audiência em Agripa (An Audience at Agrippa's, 1876) - Coleção particular
- Outono: Festa da vindima (Autumn: Vintage Festival, 1877) - Birmingham Museums and Art Gallery, Birmingham, Reino Unido
- Safo e Alceu (Sappho and Alcaeus, (1881) - Walters Art Museum, Baltimore, USA
- O caminho ao templo (The Way to the Temple, (1883) - Royal Academy of Arts, Londres, Reino Unido
- As mulheres de Anfisa (The Women of Amphissa, 1887) - The Clark Institute, Williamstown, USA
- As rosas de Heliogábalo (The Roses of Heliogabalus, 1888) - Coleção particular
- Um ponto de vista avantajado (Coign of Vantage, 1895) - Coleção particular
- Um costume favorito (A Favourite Custom, 1909) - Coleção particular

Entre outras.